# هتل ترانسیلوانیا (مجموعه تلویزیونی)
هتل ترانسیلوانیا (انگلیسی: Hotel Transylvania: The Series) یک کمدی ترسناک است که توسط سونی پیکچرز انیمیشن تولید شده است.